# Hemitripteridae

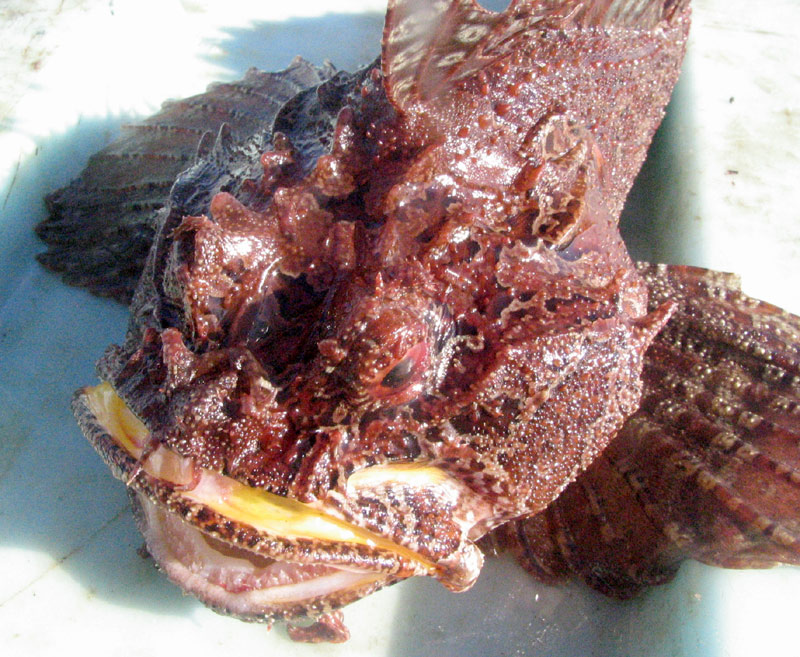
Detalle de las espinas en la cabeza de un hemitriptérido.

Los churrascos cuervo son la familia Hemitripteridae de peces marinos incluida en el orden Scorpaeniformes, que se distribuyen por el noroeste del Atlántico y norte del Pacífico. Su nombre procede del griego: hemi (medio) + tri (tres) + pteryx (ala).

## Morfología
Tienen la cabeza y el cuerpo recubiertos de diminutas «espinas» — que en realidad son varias placas de hueso modificadas formando una única espina recubierta de piel —, además de 3 o 4 espinas preoperculares que no tienen punta y están cubiertas de piel, así como coloraciones en bandas para camuflaje, llegando a alcanzar una longitud máxima descrita de 73 cm.
Tienen dos aletas dorsales, la primera con 6 a 19 espinas y la segunda con 11 a 30 redios blandos; la aleta anal tiene sólo radios blandos mientras que las aletas pélvicas tienen una espina; tienen una línea lateral completa con numerosos poros; no tienen vejiga natatoria.

## Hábitat
Son todas especies marinas, que viven desde zonas intermareales hasta profundidades de 420 m, la mayoría sin embargo son de aguas someras de menos de 200 m; se alimenta sobre todo de pequeños invertebrados.

## Géneros y especies
Existen 8 especies agrupadas en 3 géneros:
- Género Blepsias (Cuvier, 1829)
  - Blepsias bilobus (Cuvier, 1829)
  - Blepsias cirrhosus (Pallas, 1814)
- Género Hemitripterus (Cuvier, 1829)
  - Hemitripterus americanus (Gmelin, 1789)
  - Hemitripterus bolini (Myers, 1934)
  - Hemitripterus villosus (Pallas, 1814)
- Género Nautichthys (Girard, 1858)
  - Nautichthys oculofasciatus (Girard, 1858)
  - Nautichthys pribilovius (Jordan y Gilbert, 1898)
  - Nautichthys robustus (Peden, 1970)